# SN 2005ea
SN 2005ea – supernowa odkryta 6 września 2005 roku w galaktyce M+10-16-61. W momencie odkrycia miała maksymalną jasność 17,00m.